# Citroën C4 WRC
La Citroën C4 WRC è una versione sportiva della Citroën C4, specificatamente progettata per partecipare al Campionato del mondo rally, campionato in cui ha gareggiato dal 2007 al 2010 vincendo quattro volte il titolo piloti con Sébastien Loeb (2007/2010), tre volte quello costruttori (2008/2010).

## Storia
Ha partecipato a quattro edizioni del mondiale WRC ottenendo sette titoli mondiali su otto e vinto 36 prove del mondiale rally stesso, trentacinque con Sébastien Loeb e due con Sébastien Ogier.
A partire dal 2009 la Citroen ha 2 team iscritti al mondiale, e nel 2010 si hanno le seguenti squadre:
Citroën Total World Rally Team
1. 1 Sébastien Loeb
2. 2 Dani Sordo

Citroën Total Junior Team
1. 7 Sébastien Ogier
2. 8 Kimi Räikkönen

## Palmarès
- 3 Campionato del mondo marche, (2008, 2009 e 2010)
- 4 Campionati del mondo piloti, Sébastien Loeb (2007, 2008, 2009 e 2010)

## Vittorie nel WRC
| No. | Rally                        | Stagione | Pilota          | Navigatore       |
| --- | ---------------------------- | -------- | --------------- | ---------------- |
| 1   | 2007 Monte Carlo Rally       | 2007     | Sébastien Loeb  | Daniel Elena     |
| 2   | 2007 Rally Mexico            | 2007     | Sébastien Loeb  | Daniel Elena     |
| 3   | 2007 Rally de Portugal       | 2007     | Sébastien Loeb  | Daniel Elena     |
| 4   | 2007 Rally Argentina         | 2007     | Sébastien Loeb  | Daniel Elena     |
| 5   | 2007 Rallye Deutschland      | 2007     | Sébastien Loeb  | Daniel Elena     |
| 6   | 2007 Rally Catalunya         | 2007     | Sébastien Loeb  | Daniel Elena     |
| 7   | 2007 Tour de Corse           | 2007     | Sébastien Loeb  | Daniel Elena     |
| 8   | 2007 Rally Ireland           | 2007     | Sébastien Loeb  | Daniel Elena     |
| 9   | 2008 Monte Carlo Rally       | 2008     | Sébastien Loeb  | Daniel Elena     |
| 10  | 2008 Rally Mexico            | 2008     | Sébastien Loeb  | Daniel Elena     |
| 11  | 2008 Rally Argentina         | 2008     | Sébastien Loeb  | Daniel Elena     |
| 12  | 2008 Rally d'Italia Sardegna | 2008     | Sébastien Loeb  | Daniel Elena     |
| 13  | 2008 Acropolis Rally         | 2008     | Sébastien Loeb  | Daniel Elena     |
| 14  | 2008 Rally Finland           | 2008     | Sébastien Loeb  | Daniel Elena     |
| 15  | 2008 Rallye Deutschland      | 2008     | Sébastien Loeb  | Daniel Elena     |
| 16  | 2008 Rally New Zealand       | 2008     | Sébastien Loeb  | Daniel Elena     |
| 17  | 2008 Rally Catalunya         | 2008     | Sébastien Loeb  | Daniel Elena     |
| 18  | 2008 Tour de Corse           | 2008     | Sébastien Loeb  | Daniel Elena     |
| 19  | 2008 Wales Rally GB          | 2008     | Sébastien Loeb  | Daniel Elena     |
| 20  | 2009 Rally Ireland           | 2009     | Sébastien Loeb  | Daniel Elena     |
| 21  | 2009 Rally Norway            | 2009     | Sébastien Loeb  | Daniel Elena     |
| 22  | 2009 Cyprus Rally            | 2009     | Sébastien Loeb  | Daniel Elena     |
| 23  | 2009 Rally de Portugal       | 2009     | Sébastien Loeb  | Daniel Elena     |
| 24  | 2009 Rally Argentina         | 2009     | Sébastien Loeb  | Daniel Elena     |
| 25  | 2009 Rally Catalunya         | 2009     | Sébastien Loeb  | Daniel Elena     |
| 26  | 2009 Rally GB                | 2009     | Sébastien Loeb  | Daniel Elena     |
| 27  | 2010 Rally Mexico            | 2010     | Sébastien Loeb  | Daniel Elena     |
| 28  | 2010 Jordan Rally            | 2010     | Sébastien Loeb  | Daniel Elena     |
| 29  | 2010 Rally of Turkey         | 2010     | Sébastien Loeb  | Daniel Elena     |
| 30  | 2010 Rally de Portugal       | 2010     | Sébastien Ogier | Julien Ingrassia |
| 31  | 2010 Rally Bulgaria          | 2010     | Sébastien Loeb  | Daniel Elena     |
| 32  | 2010 Rallye Deutschland      | 2010     | Sébastien Loeb  | Daniel Elena     |
| 33  | 2010 Rally Japan             | 2010     | Sébastien Ogier | Julien Ingrassia |
| 34  | 2010 Rallye de France        | 2010     | Sébastien Loeb  | Daniel Elena     |
| 35  | 2010 Rally Catalunya         | 2010     | Sébastien Loeb  | Daniel Elena     |
| 36  | 2010 Wales Rally GB          | 2010     | Sébastien Loeb  | Daniel Elena     |